# Otoška cesta, Novo mesto
Otoška cesta je ena od novomeških vpadnic, ki vodijo v Novo mesto z vzhodnega območja Mestne občine Novo mesto in sosednjih občin. Cesta se začne v krožišču vzhodnega priključka Novega mesta na avtocesto Ljubljana-Obrežje, konča pa se pri T križišču Otočec-Lešnica.